# Championnats du monde de pentathlon moderne 2015
Navigation
Édition précédente Édition suivante
Les championnats du monde de pentathlon moderne 2015, cinquante-neuvième édition des championnats du monde de pentathlon moderne, ont lieu du 28 juin au 5 juillet 2015 à Berlin, en Allemagne.

## Résultats

### Hommes
| Épreuves     | Or                                                | Argent                                                        | Bronze                                                        |
| Individuel   | Ukraine Pavlo Tymoshchenko                        | Russie Aleksander Lesun                                       | Ukraine Andriy Fedechko                                       |
| Par équipe , | Corée du Sud Woo Jin Lee Woongtae Jun Jinhwa Jung | Pologne Michał Gralewski Jarosław Swiderski Sebastian Stasiak | Ukraine Dmytro Kirpulyanskyy Denys Pavlyuk Pavlo Tymoshchenko |
| Relais       | Allemagne Marvin Faly Dogue Alexander Nobis       | Russie Alexander Kukarin Kirill Belyakov                      | Pologne Szymon Staśkiewicz Jarosław Swiderski                 |

### Femmes
| Épreuves   | Or                                                             | Argent                                                  | Bronze                                                   |
| Individuel | Allemagne Lena Schöneborn                                      | Chine Chen Qian                                         | Brésil Yane Marques                                      |
| Par équipe | Pologne Aleksandra Skarzyńska Oktawia Nowacka Anna Maliszewska | Allemagne Annika Schleu Lena Schöneborn Janine Kohlmann | Hongrie Sarolta Kovacs Zsófia Földházi Tamara Alexszejew |
| Relais     | Chine Chen Qian Wanxia Liang                                   | Lituanie Lina Batuleviciutė Ieva Serapinaitė            | Pologne Aleksandra Skarzyńska Oktawia Nowacka            |

### Mixte
| Épreuves | Or                                         | Argent                                       | Bronze                                        |
| Relais , | République tchèque Natalie Dianova Jan Kuf | États-Unis Margaux Isaksen Nathan Schrimsher | Irlande Arthur Lanigan-O'Keeffe Natalya Coyle |